# Ernst Hess
Locotenentul Ernst Hess (n. 8 ianuarie 1893, Wiesbaden, Imperiul German – d. 23 decembrie 1917, Fresnes, Seine, Franța) a fost un pilot din Primul Război Mondial cu 17 victorii confirmate și 4 neconfirmate, astfel devenind un as.
SURSE
https://www.theaerodrome.com/aces/germany/hess.php
1. ↑  1
2. ↑  „Ernst Hess”.